# Emil Novotný
Emil Novotný (ur. 7 września 1903 w Rużomberku, zm. 1 stycznia 1988 w Nitrze) – czechosłowacki i słowacki wojskowy, podpułkownik sztabu generalnego.

## Życiorys
Urodził się w Rużomberku, w rodzinie robotniczej. Po ukończeniu 6-klasowej szkoły ludowej z wykładowym językiem węgierskim, przez cztery lata chodził do gimnazjum w Rużomberku. Ze względu na sytuację finansową, dalszą naukę kontynuował w szkole handlowej w Dolnym Kubinie, którą ukończył w 1923 roku uzyskując maturę.
W 1923 roku został powołany do zasadniczej służby wojskowej w 3 batalionie górskim. Wyraził chęć zawodowej służby wojskowej i w dniu 1 października 1923 roku zdał egzamin do Akademii Wojskowej w Hranicach. Akademię ukończył 15 sierpnia 1925 roku uzyskując stopień porucznika. 
Po zakończeniu szkoły został skierowany do 4 pułku piechoty „Prokopa Wielkiego” w Hradec Králové, gdzie został dowódcą plutonu w 6 kompanii. W okresie od sierpnia 1925 do października 1926 roku ukończył kurs aplikacyjny dla zawodowych oficerów w Milovicach i został zawodowym oficerem. W 1930 roku został przeniesiony do 11 pułku piechoty „František Palacký” w Pisku, gdzie został dowódca plutonu w 6 kompanii. Oprócz tego pełnił również funkcję wykładowcy w szkole dla oficerów rezerwy przy 5 Dywizji Piechoty. 
W 1932 roku złożył podanie do Wyższej Szkoły Wojskowej w Pradze i po zdaniu egzaminów, 18 czerwca 1932 roku został jej słuchaczem. Szkołę ukończył w 1935 roku, tytuł oficera sztabu generalnego (dyplomowanego) otrzymał w 1936 roku. Podczas studiów odbył szereg kursów i staży w różnych rodzajach wojska, m.in. 1 października 1934 roku ukończył kurs obserwatorów lotniczych. 
Po zakończeniu studiów został przydzielony do sztabu 12 Dywizji Piechoty w Użhorodzie. Następnie pełnił służbę w sztabie XII Korpusu, gdzie był naczelnikiem II wydziału (wywiadu). W czasie mobilizacji armii czechosłowackiej w 1938 roku w okresie od 25 sierpnia do 14 grudnia 1938 roku był naczelnikiem II wydziału (wywiadu) VII Korpusu w Vráble. Następnie w okresie od stycznia do marca 1939 roku oddelegowany jako oficer łącznikowy przy rządzie autonomii Rusi Zakarpackiej w Chuście. Po ataku wojsk węgierskich na Ruś Zakarpacką, wyjechał na Słowację wraz z czechosłowackimi wojskami.
Po utworzeniu państwa słowackiego w dniu 14 marca 1939 roku wstąpił do armii słowackiej. Po reorganizacji wojsk słowackich, w maju 1939 roku przeniesiony został do Ministerstwa Obrony Narodowej i został zastępcą szefa sztabu Naczelnego Dowództwa. Funkcję tę pełnił do sierpnia 1939 roku, kiedy został szefem sztabu utworzonej słowackiej Armii Polowej „Bernolak”. Funkcję tę pełnił od 28 sierpnia do 8 października 1939 roku. W tym czasie uczestniczył w ataku wojsk słowackich na Polskę. 
W lutym 1940 roku został zastępcą komendanta Akademii Wojskowej w Bratysławie, a we wrześniu 1940 roku został przeniesiony do sił powietrznych, 15 kwietnia 1941 roku został zastępcą szefa ds. uzbrojenia słowackich sił powietrznych. 
Po ataku na Związek Radziecki w czerwcu 1941 roku został szefem sztabu Dowództwa Operacyjnego Dowództwa Lotnictwa „LIPA”, któremu podlegały słowackie jednostki lotnicze biorące udział w działaniach bojowych przeciwko ZSRR. Powrócił z frontu 28 października 1941 roku i ponownie pełnił funkcję szefa sztabu Dowództwa Sił Powietrznych w Trenczynie. W lipcu 1942 roku ponownie został skierowany na front, gdzie został szefem sztabu słowackiej Dywizji Szybkiej. Na tym stanowisku uczestniczył w walkach na Kaukazie i Rostowie. Funkcję tę pełnił do 11 grudnia 1942 roku.
Po powrocie z frontu został przeniesiony do Ministerstwa Obrony Narodowej na podrzędne stanowisko, a w marcu 1943 roku przeszedł do Wojskowego Zarządu Transportu, a potem Cywilnej Obrony Przeciwlotniczej jako szeregowy pracownik tych zarządów. 
W 1943 roku, w związku ze stanem zdrowia, po opinii, że jest niezdolny do dalszej służby wojskowej, z dniem 1 października 1943 roku został przeniesiony do rezerwy. 
Po przeniesieniu do rezerwy pracował jako dyrektor administracyjny w zakładach lotniczych w Trenczynie, gdzie pracował do listopada 1944 roku. Po wybuchu słowackiego powstania narodowego, nie wziął w nim czynnego udziału w związku ze stanem zdrowia, lecz udzielał pomocy powstańcom – przekazując informację oraz materiały. 
Po upadku powstania wszedł w skład rządu Republiki Słowackiej w Bratysławie, gdyż nie powiązano go z powstaniem. W dniu 1 marca 1945 roku w związku z mobilizacją został powołany do wojska i mianowany dowódcą Cywilnej Obrony Przeciwlotniczej Republiki Słowackiej. Funkcję tę pełnił zaledwie miesiąc, po czym zdezerterował. 
Po zakończeniu II wojny światowej nie wstąpił do wojska. Od listopada 1946 roku pracował w państwowych czechosłowackich liniach lotniczych jako dyrektor. W tym czasie na krótko powołany został do wojska, ale natychmiast został przeniesiony do rezerwy. W październiku 1948 roku został zwolniony z pracy w czasie czystek dokonywanych przez władze komunistyczne. Następnie pracował w różnych zawodach, urzędnika, pracownika banku, magazyniera, skąd był zwalniany z powodów politycznych. Wielokrotnie też badano go pod kątem służby w wojsku słowackim. Ostatecznie od 1956 roku pracował jako robotnik w fabryce celulozy w Rużomberku.

## Awanse

### armia czechosłowacka
- porucznik (poručík) (15.08.1928)
- nadporucznik (nadporučík) (01.10.1929)
- kapitan (kapitán) (01.10.1934) (od 31.12.1936 dyplomowany)
- kapitan sztabowy dypl. (štábní kapitan generálneho štábu) (01.04.1937)

### armia słowacka
- major dypl. (major generálneho štábu) (17.05.1939)
- podpułkownik dypl. (podplukovník generálneho štábu) (01.07.1940)

## Odznaczenia
- Medal „Za bohaterstwo” kl. II (1942)
- Medal „Za bohaterstwo” kl. III (28.11.1940)
- Pamiątkowy Medal za Obronę Słowacji w marcu 1939 z okuciem JAVORINA (grudzień 1939)
- Krzyż Żelazny kl. I (III Rzesza)
- Krzyż Żelazny kl. II (III Rzesza)
- Order Zasługi Orła Niemieckiego kl. I z mieczami (08.01.1943)
- Order Zasługi Orła Niemieckiego kl. I (14.01.1942)
- Order Korony Rumunii kl. III z mieczami za męstwo wojskowe (1943)